# Tibor Gáspár
Tibor Gáspár, är en ungersk skådespelare född 2 september 1957 i Szentes, Ungern. Han är bror till skådespelaren Sándor Gáspár.

## Roller (i urval)
- Kincsem (2017)
- Történetek Az Elveszett Birodalomból (2005)
- Másnap (2004)
- Sobri (2002)
- A Hídember (2002)
- A Ház Emlékei (2002)
- Retúr (1997)
- Az Angol Királynö (1988)
- Városbújócska (1985)
- A Transzport (1981)
- Ki Beszél Itt Szerelemröl (1980)